# اسأل وابحث (مسلسل إنترنت)
اسأل وأبحث (بالإنجليزية: Wonder Quest)‏ هو مسلسل رسوم متحركة أمريكي يعرض على الإنترنت عبر موقع يوتيوب من إخراج وتأليف جوزيف غاريت لصالح ماكير ستوديوز
يتحدث المسلسل عن القط ستامبي الذي يريد أن يعرف كل شيء في العالم مع صديقيه ويزارد كيين.

## الشخصيات
- جوزيف غاريت بدور ــ ستامبي القط
- آدم كارلك بدور ــ ويزارد كيين
- شاي كارل بدور ــ هينوس
- باتريك موهيلبرغر بدور ــ فلانكي
- رايان بارنس بدور ــ لاكي

## الحلقات

### حلقات أنا أتساءل
| الموسم | الموسم | الحلقات | الحلقات | البث الأصلي   | البث الأصلي   |
| الموسم | الموسم | الحلقات | الحلقات | البث الأول    | البث الأخير   |
| ------ | ------ | ------- | ------- | ------------- | ------------- |
|        | 1      | 12      | 12      | 25 أبريل 2015 | يوليو 2015    |
|        | 2      | 12      | 12      | 20 أغسطس 2016 | 5 نوفمبر 2016 |

### الموسم الأول
| الرقم في السلسلة | الرقم في الموسم | العنوان                       | تاريخ البث الآصلي |
| ---------------- | --------------- | ----------------------------- | ----------------- |
| 01               | 01              | «ستامبي القط وويزارد كيين ج1» | 25 أبريل 2015     |
| 02               | 02              | «ستامبي القط وويزارد كيين ج2» | 02 مايو 2015      |
| 03               | 03              | «تعلم العد»                   | 09 مايو 2015      |
| 04               | 04              | «كوكب ستامبي»                 | 16 مايو 2015      |
| 05               | 05              | «قياس الأشجار»                | 23 مايو 2015      |
| 06               | 06              | «خطوات نمو النبات»            | 30 مايو 2015      |
| 07               | 07              | «نثر البذور»                  | 06 يونيو 2015     |
| 08               | 08              | «دورة المياه»                 | 13 يونيو 2015     |
| 09               | 09              | «كارثة النائب»                | 20 يونيو 2015     |
| 10               | 10              | «ابعاد الأتباع»               | 27 يونيو 2015     |
| 11               | 11              | «الصلبة, السائلة أو الغاز»    | 04 يوليو 2015     |
| 12               | 12              | «خبز الكعكة»                  | 11 يوليو 2015     |

### الموسم الثاني
| الرقم في السلسلة | الرقم في الموسم | العنوان                 | تاريخ البث الآصلي |
| ---------------- | --------------- | ----------------------- | ----------------- |
| 13               | 01              | «حرفية ثانية أخرى»      | 20 أغسطس 2016     |
| 14               | 02              | «هدف !»                 | 27 أغسطس 2016     |
| 15               | 03              | «سباق السمك»            | 03 سبتمبر 2016    |
| 16               | 04              | «ستامبي المتكيف»        | 10 سبتمبر 2016    |
| 17               | 05              | «الطاقة»                | 17 سبتمبر 2016    |
| 18               | 06              | «طيران هنيشمين»         | 24 سبتمبر 2016    |
| 19               | 07              | «كيفية عمل المغناطيس»   | 01 أكتوبر 2016    |
| 20               | 08              | «رسائل من فلانكي ولاكي» | 08 أكتوبر 2016    |

## وصلات خارجية
- اسأل وأبحث على موقع IMDb (الإنجليزية)
- اسأل وأبحث على موقع كينوبويسك (الروسية)